# Parodia herteri
Parodia herteri (Werderm.) N.P.Taylor es una especie de planta fanerógama de la familia Cactaceae. 

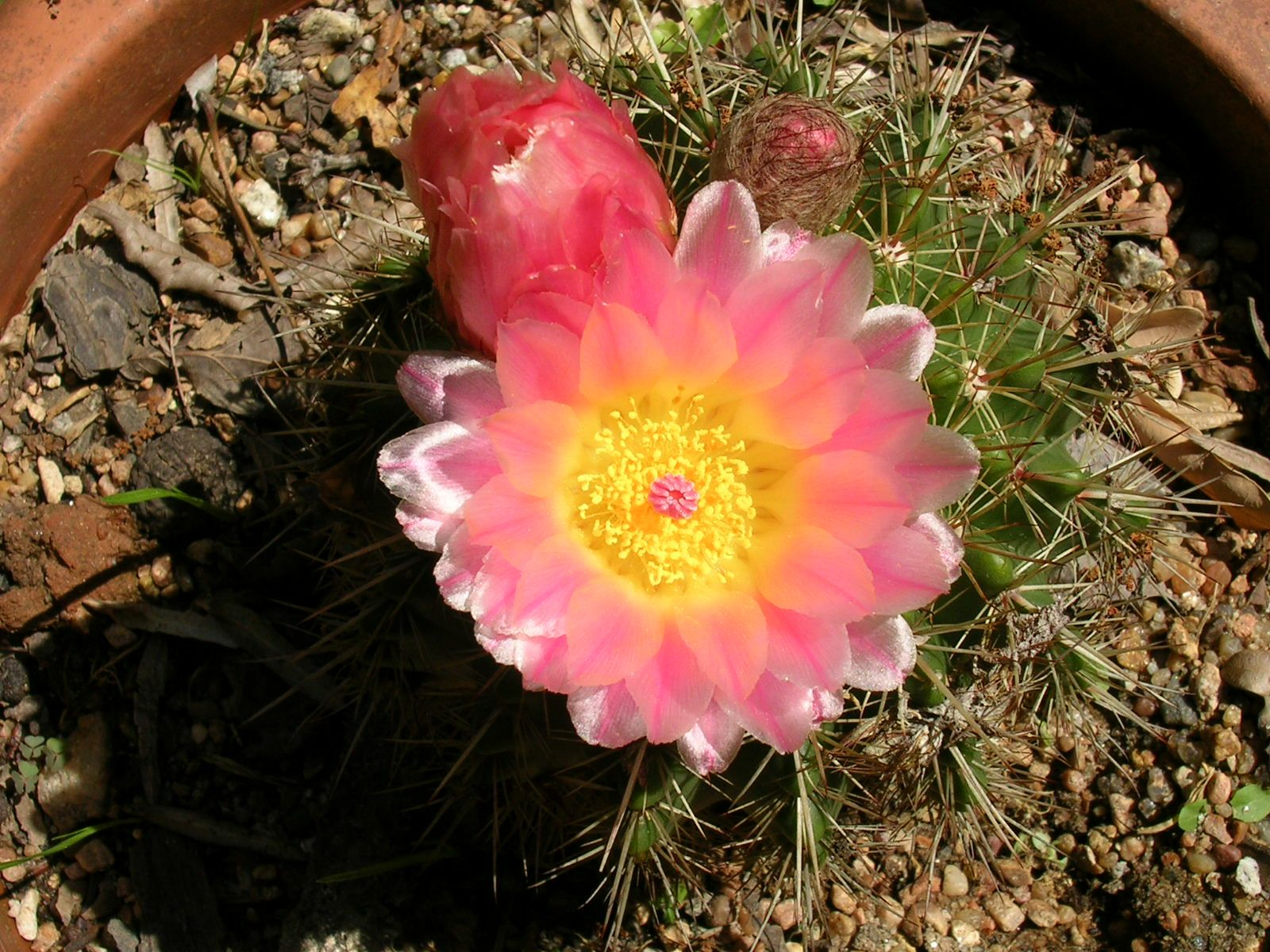
Detalle de la flor

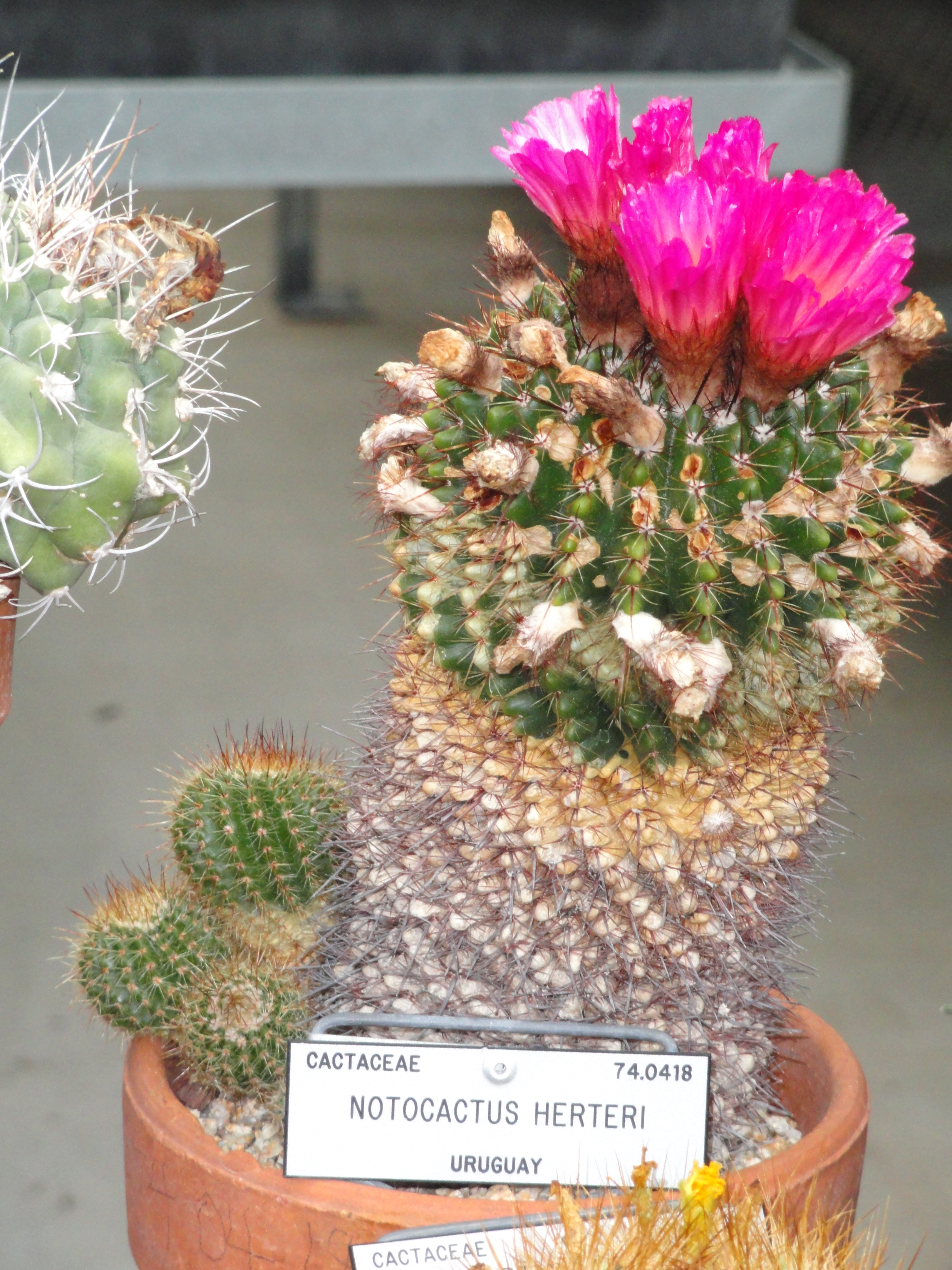
Vista de la planta

## Descripción
Parodia herteri suele crecer individualmente. El tallo es esférico y alcanza un diámetro de hasta 15 centímetros. Los aproximadamente 22 costillas son claramente tuberculadas y dentadas. Las areolas son marrones cuatro o seis  espinas centrales de color marrón rojizo con una longitud de hasta 2 centímetros. Los ocho-once espinas radiales son blancas y tienen una punta de color marrón y miden hasta 2 cm.
Las flores son moradas y tienen una garganta más clara, pueden alcanzar una longitud de hasta 4  y se desvanecen con la edad. Las frutas son esféricas de color rojizo y alcanzan un diámetro de hasta 2 cm. Incluyen semillas de color negro mate, en forma de tapa a algo esféricas  que están finamente tuberculadas.

## Distribución
Endémica de Uruguay, es una especie común que se ha extendido por todo el mundo.

## Taxonomía
Parodia herteri fue descrita por (Werderm.) N.P.Taylor y publicado en Bradleya; Yearbook of the British Cactus and Succulent Society 5: 93. 1987.
Etimología
Parodia: nombre genérico que fue asignado en honor a Lorenzo Raimundo Parodi (1895–1966), botánico argentino.
herteri: epíteto otorgado en honor del botánico alemán Wilhelm Franz Herter (1884–1958).
Sinonimia
- Echinocactus herteri basónimo
- Notocactus herteri
- Notocactus rubriflorus
- Notocactus pseudoherteri[4]